# Монастырь Крупа
Монастырь Крупа (серб. Манастир Крупа) — монастырь Сербской православной церкви в Северной Далмации на территории современной Хорватии. Находится на берегу реки Крупа между городами Книн и Обровац.

## История
Монастырь Крупа был основан во времена короля Милутина в 1317 году монахами из района сегодняшней Босанска-Крупы. Во времена царя Душана Сильного в 1345 году монастырь был обновлён, о чём свидетельствует запись на своде монастырской церкви. Сербский король Милутин, его сын Стефан Урош III Дечанский и внук Стефан Урош IV Душан дарили монастырю значительные земельные владения. Позднее их принадлежность монастырю подтверждали султанские фирманы. 
После турецкого вторжения в сербские земли монастырь стал духовной опорой для сербов Далмации. В этот период значительное внимание ему оказывали деспоты Бранковичи. Во времена венецианско-турецких войн монастырь неоднократно страдал, однако каждый раз восстанавливался и отстраивался заново. В 1537 году монастырь попал под власть турок, а с 1557 года управлением им взяли на себя архиереи Дабро-Боснийские. 
В 1855 году монастырь был серьёзно обновлен при участии России, Сербии и Австрии. В качестве условия для выполнения реставрационных работ Австрия поставила изготовление окон в зданиях в готическом стиле.
Многочисленные церковные книги, утварь и другие ценности для монастыря собирал крупский архимандрит, путешественник и известный сербский писатель Герасим Зелич. В монастыре длительное время находился и Досифей Обрадович, а Симо Матавуль изучал там «скрытые красоты» сербского языка. Ризница монастыря хранит множество святынь. Сам монастырь украшен фресками известных сербских мастеров XVII столетия, в том числе работами Георгие Митрофановича.
В архиве монастыря хранятся и 22 султанских фирмана, из которых особенную ценность представляет фирман султана Мустафы II, защищающий монастырь.
В 1941 году монастырь был осквернён хорватскими усташами, а затем стал ареной жестоких боев. После распада Югославии монастырь оказался на территории Сербской Краины, а после её уничтожения в 1995 году был разграблен хорватскими войсками и мародёрами. 
Благодаря стараниям епископа Далматинского Фотия Сладоевича монастырь был восстановлен.